# お風呂ポスター
お風呂ポスター（おふろポスター）は、主に浴室内での掲示を前提とした特殊なポスター。
お風呂ポスターの別名や類似のポスターに耐水ポスター（たいすいポスター）があり、本記事ではこれについても記述する。

## 概要
視覚的な広告・宣伝媒体であるポスターのうち、浴室内での掲示を前提として制作されるものを指す。
浴室内は湿気が非常に高く水や湯との接触が避けられない環境であり、通常紙では必ず濡れて破けてしまうため、お風呂ポスターの素材については耐水性や強度の高いポリプロピレンや、それを主原料とするユポなどが用いられる。また、印刷については通常の印刷物と同様、フルカラーのオフセット印刷や感温印刷も可能となっている。
浴室の内壁のタイルや鏡、窓ガラスなど、鏡面同士の気密性を利用して密着させるため、画鋲やテープ、糊などを必要としない。浴室内は一般的にそれらを使えない（使えば、内壁に何かしらの影響が出る）環境でもあることから、短期貼替タイプは裏面を水かぬるま湯で濡らすだけで貼れるように加工されているが、同じ場所に長時間貼ったままにしておくとカビが発生する原因になったり、強固に貼りついて剥がせなくなったりすることがあるため、そうなる前に剥がして裏面を洗浄する必要があるほか、床に貼ると滑らかな表面が災いして転倒事故につながる場合もある。一方、長期固定タイプは貼る際に裏面を濡らす必要がない代わりに内壁の貼りたい部分を洗浄して乾燥させておく必要があり、裏面の透明フィルムを剥がしながら空気を入れないように圧着させることで貼れるように加工され、短期貼替タイプより剥がれにくく吸着するようになっているが、いずれのタイプも内壁の素材によっては貼りつきが弱くなる。
強磁性の内壁用に磁石を用いて貼るタイプも存在しており、こちらはその性質上、上記のものより手軽な貼り替えが可能となっている。
通常のポスターと同様に店舗で購入できるほか、安価なものは100円ショップなどでも購入できる。

## 内装としてのお風呂ポスター
通常のポスターと同様に広大な風景写真を眺めるなど旅行気分や開放感を味わう用途や、感温印刷を活用して文字を隠したり浮かび上がらせたりするなど子供の知育に役立てる用途で用いられるほか、3D印刷（レンチキュラー印刷）を用いた3Dタイプも存在する。
小さなサイズのものは、タンブラーの中紙としても用いられる。

## オナペットとしてのお風呂ポスター
通常の中高生や成人向けポスターと同様、異性の半裸や全裸など扇情的な姿が印刷されており、混浴気分を味わう用途やオナペットの用途で用いられる。男性向けが多く、製品によっては利用者の身体が密着することや精液など体液を浴びせられることを前提としており、その後の洗浄も簡単であることを示す説明が添えられているほか、ジョークグッズの一種とも位置づけられている。
感温印刷を活用し、全裸の要所に被せられた影処理が浴室内や湯の高温によって解除されるようになっている製品も存在する。

## 耐水ポスター
お風呂ポスターの別名として用いられるほか、屋外での掲示を前提としたものは耐水ポスターと呼称される。
お風呂ポスターと同様に耐水性に優れるが、こちらは素材に水に溶けにくいバインダー樹脂を用いるなど、屋外耐候性にも優れた合成紙で制作されており、紫外線による退色への対策が素材段階から施され、より高い強度を持たされている。